# Шлезингер, Густав Фёдорович
Шлезингер Густав Фёдорович (1860—1939) — русский кораблестроитель, начальник кораблестроительного отдела Общества Путиловского завода, генерал-майор.

## Биография
Шлезингер Густав Фёдорович, родился 9 марта 1860 года. Дворянин.
В 1880 году окончил Техническое училище Морского ведомства.
В 1881 году произведён в офицеры Корпуса корабельных инженеров. Работал в Кронштадте по ремонту корвета «Витязь» и крейсера «Минин».
В 1882 году получил назначение в Морской технический комитет.
В 1893 году был переведён на Черноморский флот, помощником корабельного инженера Н. И. Субботина на постройку броненосцев: «Александр II», «Синоп» и «Чесма», а также трёх канонерок «Кубанец», «Уралец» и «Донец».
В 1894 году после окончания Военно-морской академии был назначен помощником инспектора классов Техническое училище Морского ведомства и преподавателем теории корабля, корабельной архитектуры и проектирования судов. Составил литографический курс теории корабля для слушателей кораблестроительного отделения и краткий теории корабля для механического отделения. В 1899 году был издан первый том его курса корабельной архитектуры, в 1906 году — второй том.
В 1900 году была издана книга Шлезингера Г. Ф. и Теннисона К. А. «Стальное судостроение».
В 1900 году назначен помощником главного инженера Санкт-Петербургского порта. Под его наблюдением строились эскадренные миноносцы типа «Финн» - «Эмир Бухарский», «Финн», «Генерал Кондратенко», «Сибирский стрелок».
В 1894—1895 годах принимал участие в конкурсе, объявленном Морским техническим комитетом по созданию проекта стального океанского крейсера. В результате голосования проекту старшего помощника судостроителя Г. Ф. Шлезингера (проект «Неуязвимый») была присуждена вторая премия, а победителями конкурса стали младшие помощники судостроителя И. Г. Бубнов и Л. Л. Коромальди (проект под девизом «Порт Дуэ») — первая премия.
С 1902 года Г. Ф. Шлезингер был произведён в старшие судостроители. (В 1907 году переименован в полковники).
С 1907 по 1909 годы — помощник главного инспектора кораблестроения.
В 1908 году произведён в генерал-майоры.
В 1909 году Г. Ф. Шлезингер был уволен в отставку и возглавил кораблестроительный отдел Путиловского завода. Работал директором Общества Рижского чугунолитейного и машиностроительного завода «Фельзер и К».
Продолжал работать над проектированием турбинных эскадренных миноносцев 35-узловой скорости «Новик» под руководством А. Н. Крылова.
В 1913 году по проекту и под руководством Г. Ф. Шлезингера была построена Северная верфь.
Весной 1917 года покинул службу по состоянию здоровья.
После Октябрьской революции работал на различных должностях: заведовал отделом судостроения, был конструктором в «Судопроекте» и судопроектном институте «Проектверфь», работал на других судостроительных предприятиях.
Умер в 1939 году в Ленинграде.